# Casa de Francisco de Hontañón-Riba Cudeyo
La casa de Francisco de Hontañón-Riba Cudeyo es una casona solariega construida en la segunda mitad del siglo XVII o principios del XVIII situada en la localidad cántabra de Elechas (España). Perteneció a Francisco de Hontañón-Riba Cudeyo, el cual hizo fortuna en América y de regreso llegó a ocupar el cargo de Diputado General de Trasmiera en 1693, siendo también benefactor de la parroquia.
Actualmente la casona pertenece a los Castanedo Larrauri, familiares herederos del fundador.

## Descripción
Es un edificio de planta cuadrada y de grandes dimensiones, dos pisos y tejado a cuatro aguas. Está construido en sillarejo a excepción de la fachada principal, de factura más noble a base de sillares.
En la fachada principal presenta dos plantas separadas por una imposta lisa. En el piso inferior se abren dos arcos rebajados que dan acceso al zaguán. El piso superior presenta tres vanos rectangulares descentrados y un imponente escudo flanqueado por dos leones rampantes con las armas de Francisco de Hontañón-Riba Cudeyo.
- Datos: Q5754853